# William Smith (acteur)
Pour les articles homonymes, voir William Smith et Smith.
William Smith, né le 24 mars 1933 à Columbia (Missouri), mort le 5 juillet 2021, est un acteur américain.

## Biographie
Enfant, il apparaît dans quelques films, dont Le Chant de Bernadette (1943), Le Chant du Missouri (1944) et Gilda (1946). Après le lycée, il s'engage dans l'US Air Force et participe à la guerre de Corée. Il sort diplômé en russe de l'UCLA. Culturiste au physique impressionnant, cela lui donnera la légitimité pour incarner bon nombre d'antagonistes dans les films ou séries, il reprend sa carrière cinématographique en 1958. Il obtient son premier rôle important dans la série télévisée Laredo de 1965 à 1967. Il a joué dans plus de 300 films ou épisodes de séries télévisées, dont de nombreux films d'action de séries B. Il est surtout connu pour son interprétation inoubliable de l'ennemi juré de Nick Nolte, l'inquiétant Falconetti, dans la série Le Riche et le Pauvre.

## Filmographie sélective

### Cinéma
- 1959 : Comment dénicher un mari (The Mating Game) de George Marshall : Barney
- 1961 : Atlantis, Terre engloutie  (Atlantis the Lost Continent) de George Pal : capitaine des gardes
- 1970 : La Loi du talion  (Darker than Amber) de Robert Clouse : Terry
- 1973 : Le shérif ne pardonne pas (The Deadly Trackers) de Barry Shear : Schoolboy
- 1973 : Last American Hero (The Last American Hero) de Lamont Johnson
- 1975 : New York ne répond plus (The Ultimate Warrior) de Robert Clouse : Carrot (le rouquin)
- 1975 : Boss Nigger de Jack Arnold : Jed Clayton
- 1979 : Le Rabbin au Far West  (The Frisco Kid)  de Robert Aldrich : Matt Diggs
- 1979 : Fast Company de David Cronenberg : Lonny
- 1980 : Ça va cogner (Any Which Way You Can) de Buddy Van Horn : Jack Wilson
- 1982 : Conan le Barbare (Conan the Barbarian) de John Milius : le père de Conan
- 1983 : Rusty James de Francis Ford Coppola : l'officier de police
- 1983 : Outsiders de Francis Ford Coppola : l'employé du magasin
- 1984 : L'Aube rouge (Red Dawn) de John Milius : colonel Strelnikov
- 1985 : Un été pourri  (The Mean Season) de Phillip Borsos : Albert O'Shaughnessy
- 1988 : Maniac Cop de William Lustig :  capitaine Ripley
- 1988 : À l'épreuve des balles (Bulletproof) de Steve Carver : le major russe
- 1991 : Hard Time Romance de John Lee Hancock
- 1994 : Maverick de Richard Donner : joueur de poker du « Lauren Belle »
- 2002 : Jumper de Jimmy Williams : Zach Stiles
- 2008 : Her Morbid Desires d'r Edward Plumb : Bill, le directeur

### Séries Télévisées
- 1965-1967 : Laredo (56 épisodes) : Joe Riley
- 1971 : Mission impossible (Mission: Impossible) (série télévisée) (Saison 6, épisode 7 : Thérapie de groupe) : Dekker
- 1972 : Columbo (saison 2, épisode 2) : Ken Nichols
- 1973 : Kung Fu (saison 1, épisode Le calice) : capitaine Staggers.
- 1974 : L'Homme qui valait trois milliards (saison 1, épisode 2) : Maxwell
- 1974 : La Planète des singes (saison 1, épisode 2) : Tolar
- 1976 : Le Riche et le Pauvre (4 épisodes) : Falconetti
- 1976-1977 : Les Héritiers (19 épisodes): Falconetti
- 1977 : L'Âge de cristal (saison 1, épisode 6) : Patron / Modok
- 1979-1980 : Hawaï police d'État (19 épisodes) : inspecteur James Carew
- 1981 : Shérif, fais-moi peur (saison 4, épisodes 8 et 9 "Dukes en péril") : Jason Steele
- 1982 : K 2000 (saison 1, épisode "Marchandage")
- 1983 : L'Homme qui tombe à pic (3 épisodes) : Salem
- 1985 : Hooker (saison 4, épisode 14) : R.K. Henderson
- 1986 : L'Agence tous risques (saison 1 épisode, 4 saison) : Jason Tatarro, (4 épisode 14) : Dimitri Shasta Kovich
- 1986 : Supercopter (saison 3, épisode 20) : Steele

## Voix françaises
| - Serge Sauvion dans : - Le Shérif ne pardonne pas - Kung Fu (série télévisée) - La Planète des singes (série télévisée) - Ça va cogner - Pierre Hatet dans : - Le Rabbin au Far West - Conan le Barbare - L'Homme qui tombe à pic (série télévisée) - Marc de Georgi dans : (les séries télévisées) - Le Riche et le Pauvre - Les Héritiers | et aussi - Jean-Claude Montalban dans Laredo (série télévisée, doublé en 1987) - Denis Savignat dans Columbo : Dites-le avec des fleurs (téléfilm) - Philippe Nicaud dans L'Homme qui valait trois milliards (série télévisée) - Claude Bertrand dans New York ne répond plus - Jacques Bernard dans Boss Nigger - Dominique Paturel dans L'Âge de cristal (série télévisée) - Jacques Deschamps dans Rusty James - Michel Hinderyckx dans Outsiders (2e doublage de 2013) - Maurice Sarfati dans Hooker (série télévisée) - Max André dans Un été pourri - Jean Roche dans L'Agence tous risques (série télévisée) - Pascal Renwick dans Supercopter (série télévisée) - Jean Michaud dans Maniac Cop |